# Hockey Punks
Hockey Punks – litewski klub hokeja na lodzie z siedzibą w Wilnie.
W 2022 drużyna została przyjęta do rozgrywek ekstraligi łotewskiej edycji 2022/2023.

## Sukcesy
- Srebrny medal mistrzostw Litwy: 2016, 2019, 2021
- Złoty medal mistrzostw Litwy: 2022[5]
- Udział w Pucharze Kontynentalnym: 2021 (I runda)